# الوفرة
الوفرة منطقة تقع في أقصى جنوب محافظة الأحمدي في الكويت. وهي منطقة زراعية وتمتاز بالمياه الجوفية الفوارة وهي جنوب دولة الكويت وهي على خط الحدود الكويتية السعودية. الوفرة بالإضافة للعبدلي تعتبران الركائز الأساسية للمحصول الزراعي المحلي لدولة الكويت. و تنقسم إلى اثنتين الوفرة السكنية و الوفرة الزراعية و السكنية إلى اثنين أيضا الوفرة القائم.
وبها 370 وحدة منها 346 وحدة سكنية بمساحة 600 م2 و 24 وحدة سكنية بمساحة 400 م2 ذات موقع مميز، و تم توزيعها في شهر مارس من العام 2015 و بناءها من قبل العديد الموزع عليهم.
اما خدمات الوفرة القائم تشتمل على 7 مدارس و 2 مسجد و سوق مركزي و مركز صحي و مركز شرطة و فرع غاز.
والقسم الآخر هي توسعة الوفرة و قد بدء توزيعها في آخر اسبوع من شهر مارس وانتهى توزيعها بالإسبوع الثاني من شهر أبريل من العام 2015 لكنها لم تسلم فعليا حتى شهر مارس من العام 2017 لعدم الانتهاء من بنيتها التحتية، وبها 2426 وحدة سكنية بمساحة 600 م2 و 12 مدرسة و 16 مسجد ومركز ضاحية ومجمع حكومي ومركز إطفاء و 9 مجموعة محلات ومخفر شرطة ومركز صحي وفرع غاز، وبسبب عدم بدء عمل الخدمات السكنية في الوفرة القائم وتوسعة الوفرة يجتمع أهاليها من حين إلى آخر لعقد اجتماعات لحل ما لم يكتمل في منطقة الوفرة السكنية، و هي آخر توزيع بمساحة 600 م2 من وزارة الإسكان.

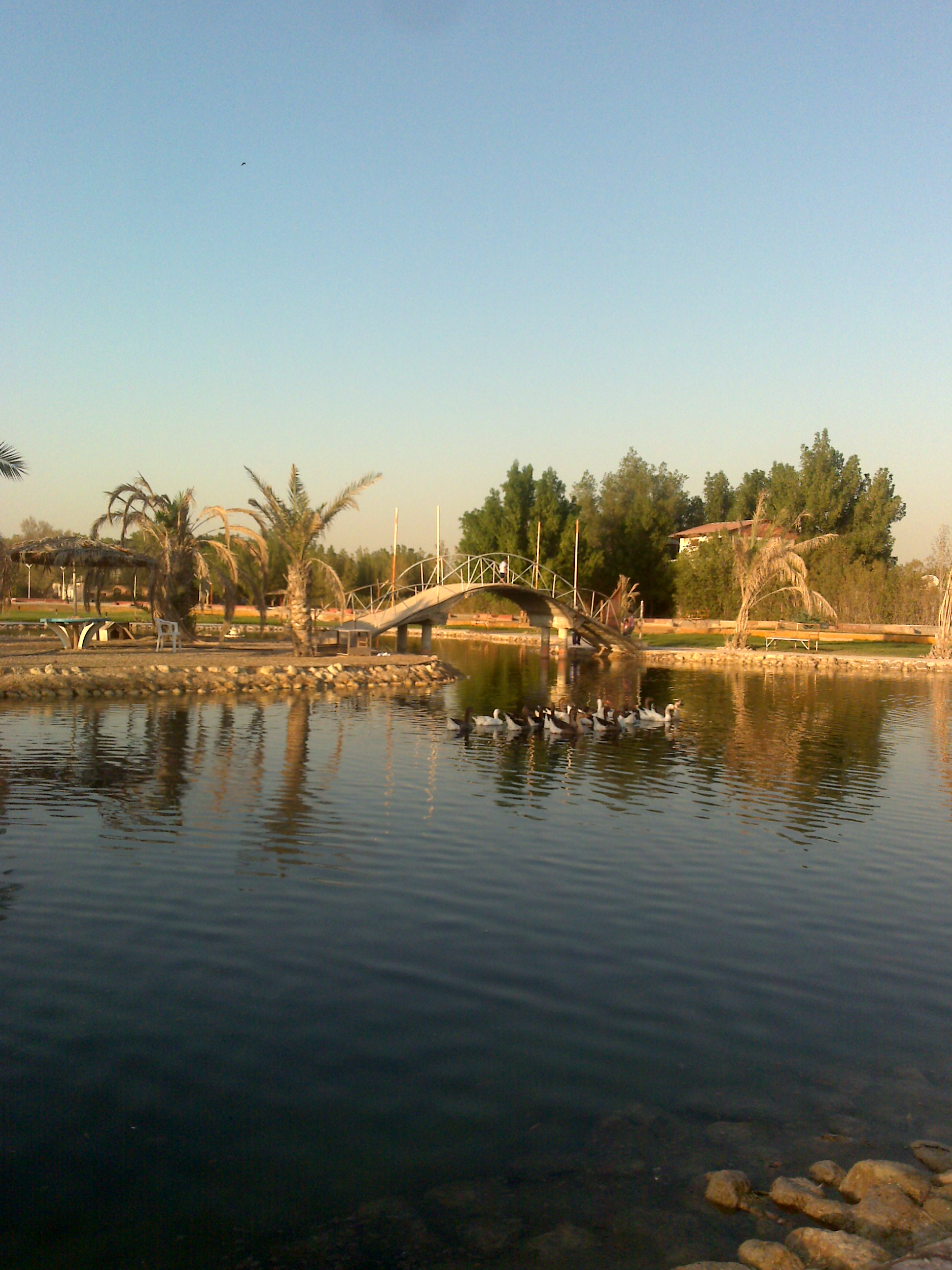
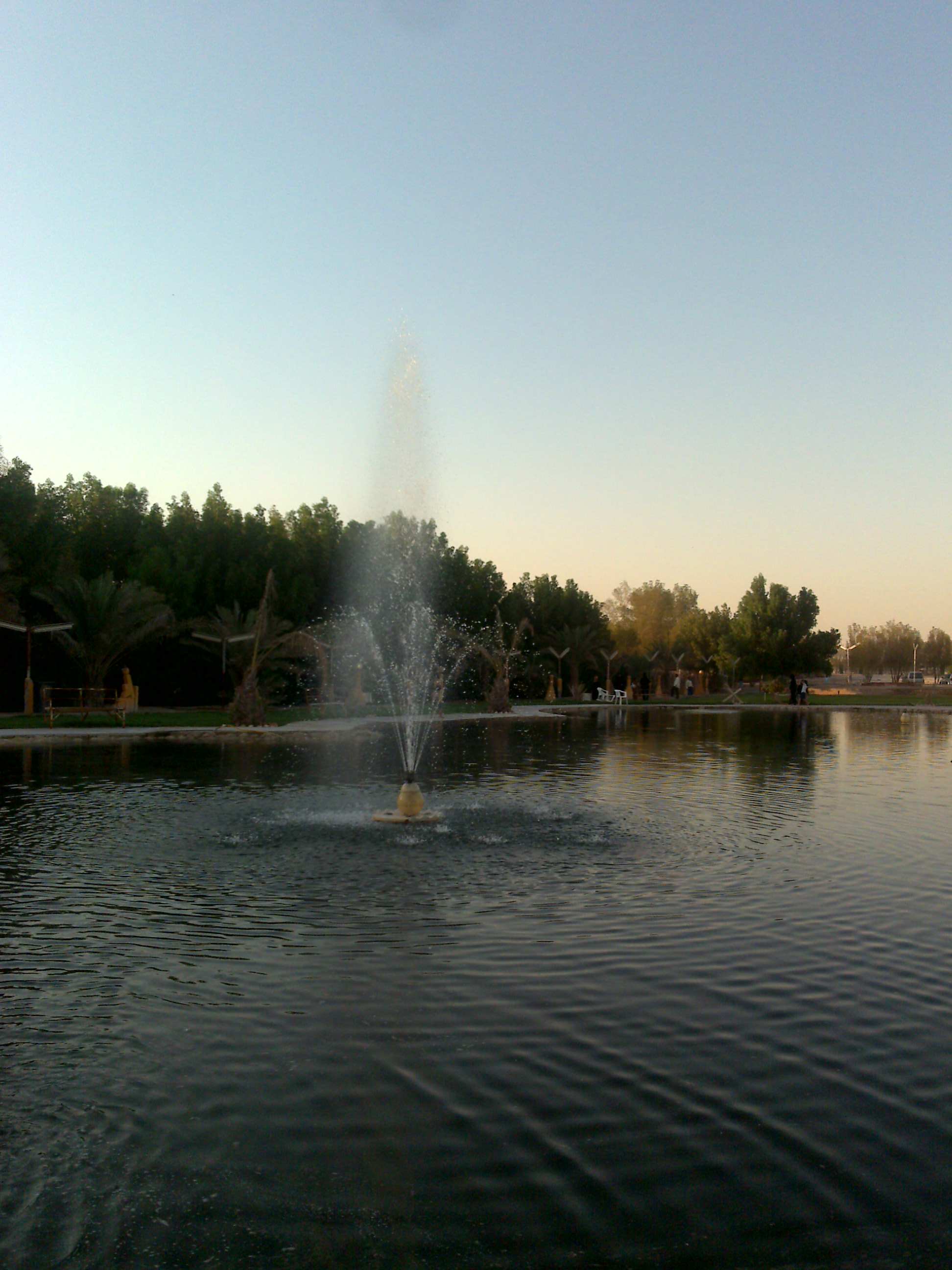